# Gracie Fields
Gracie Fields (Rochdale, 1898. január 9. – Capri, 1979. szeptember 27.) angol színésznő, énekesnő, komikus, mozi- és varietésztár. Az 1930-as évekre a brit filmművészet egyik legnagyobb sztárja lett, 1937-ben az addigi legdrágább szerződést kötötte meg vele a Twentieth Century Fox. Beceneve Our Gracie („A mi Gracie-nk”), illetve Lancashire Lass („Lancashire-i leányzó”) volt, mivel erős helyi akcentussal beszélt.
1938-ban megkapta a Brit Birodalom Rendje parancsnoki fokozatát (CBE), a Tiszteletreméltó Szent János Lovagrend tiszti fokozatát, 1979-ben pedig a Brit Birodalom Rendjének női lovagparancsnoki fokozatát.

## Élete és pályafutása

### Korai évei
Grace Stansfield néven született, édesapja Frederick Stansfield (1874–1956), édesanyja Sarah Jane 'Jenny' Stansfield (születési nevén Bamford). Anyai nagyanyja fish and chips-üzletet üzemeltetett Rochdale-ben. Apai dédapja, William Stansfield (*1805) a Yorkshire-i Stansfieldből származott.
Először utazó gyerekszínházakkal lépett fel, majd 1910-ben a Rochdale Hippodrome színházban debütált varietében. 12 évesen kezdett el a város egyik pamutfonodájában dolgozni. Több helyi színházban is fellépett a korabeli lapok tanúsága szerint, a Burnley News 1914-ben úgy nevezte: „a lány dupla hanggal”.
Nem sokkal később megismerkedett Archie Pitt londoni komikussal, akihez feleségül ment. 1916-ban turnézni kezdett Pitt-tel, anyja kérésére pedig testvéreit is leszerződtették a társulathoz. 1918-ban a Mr. Tower of London című revüvel bejárták Nagy-Britanniát, amivel Fields országosan ismertté vált.

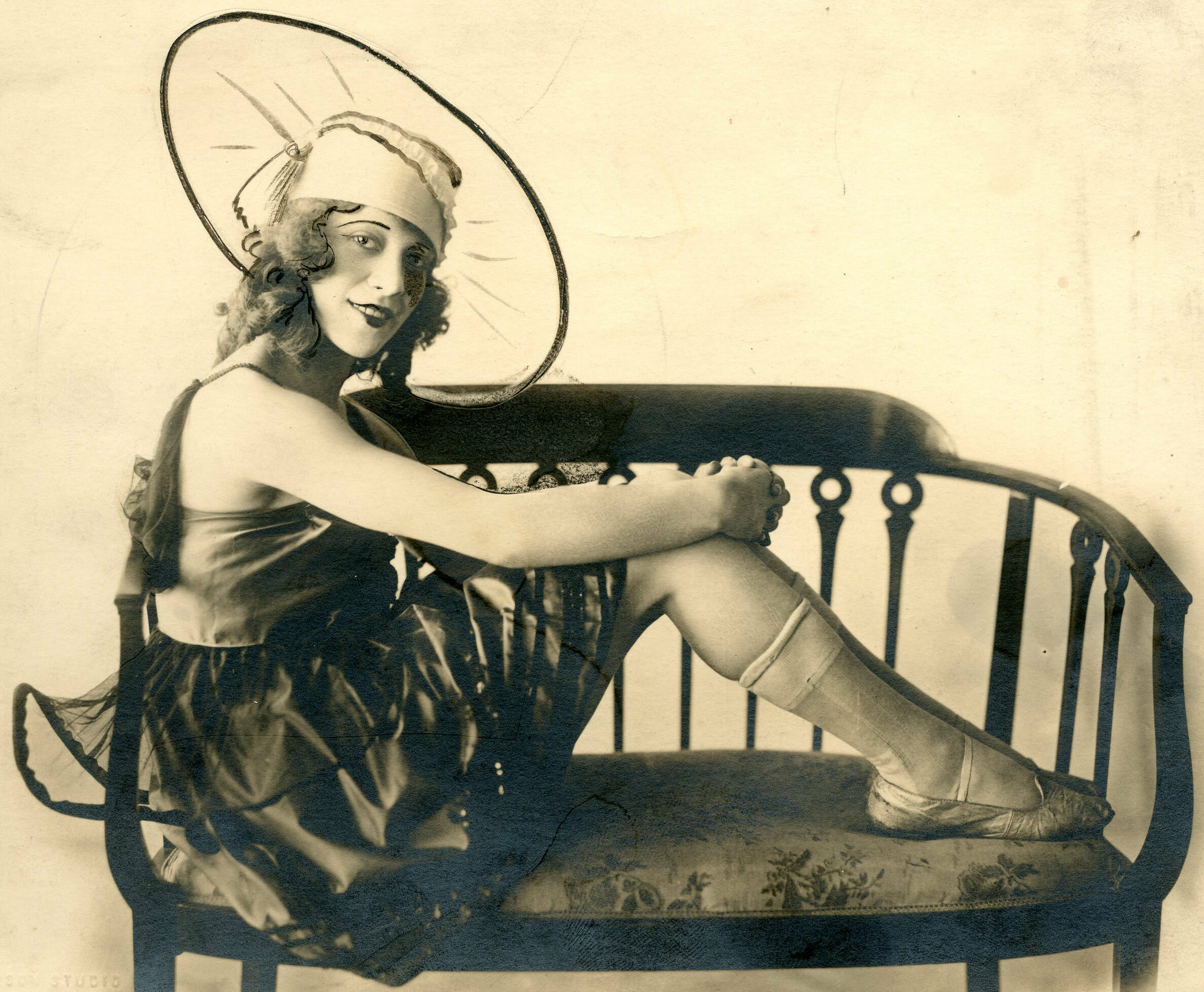
Gracie Fields 1923-ban

### Hírnév

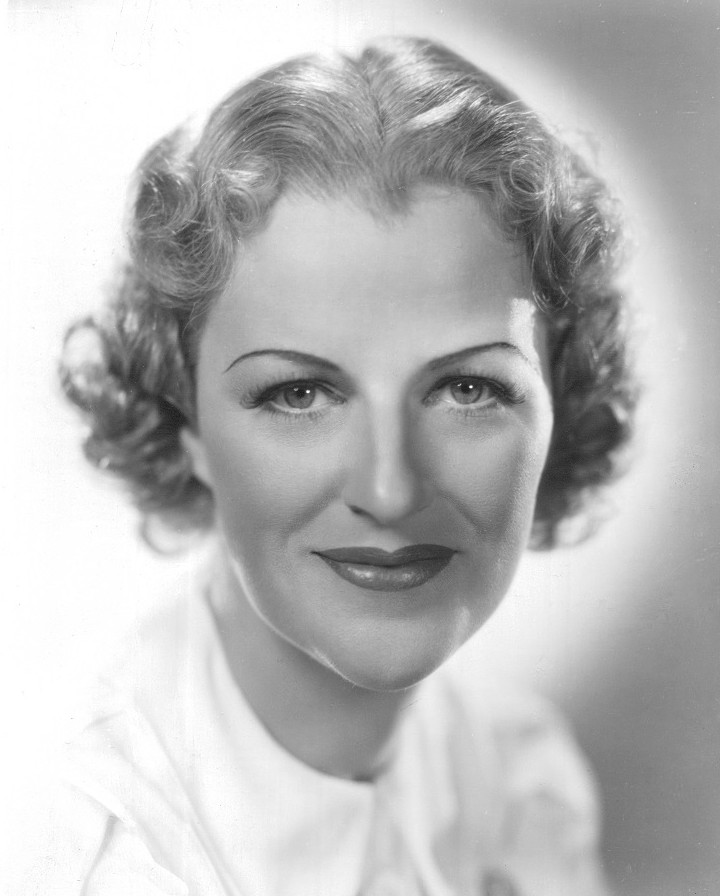
Gracie Fields 1937-ben

1924-ben a híres West Enden debütált az Alhambra Theatre színházban. Ekkor már Londonban élt, Islingtonban, és a húszas évek végére elismert sztárrá vált. 1928-ban lépett fel először a presztízses Royal Variety Performance varietéműsorban, állandó fellépő lett a BBC-ben, és számos lemezt is kiadott. 1928-ban jelent meg első lemeze a His Master's Voice (HMV) kiadónál, mely 500 000 példányban fogyott el, és a kiadó szerint a munkásoknak túlórázniuk kellett a hatalmas kereslet miatt. 1933-ra négymillió Fields-lemezt adtak el, a négymilliomodik gyártását maga a színésznő-énekesnő fejezte be a gyárban, kamerák előtt.
Első filmjét 1931-ben forgatta Sally in Our Alley címmel. A filmben énekelt Sally című dala Fields legismertebb és legsikeresebb dalává vált. Ezt követően számos filmet forgatott Nagy-Britanniában, majd az Egyesült Államokban is, miután 1937-ben rekord összegű, 200 000 font értékű szerződést kötött a 20th Century Fox stúdióval négy filmre. 1938-ban ő lett az első női varietésztár, aki megkapta a Brit Birodalom Rendje parancsnoki (CBE) fokozatát.

### A második világháború alatt és után
1939-ben méhnyakrákkal diagnosztizálták, a kórházba még a királyné is küldött neki bátorító üzenetet. Fields Monty Banks olasz származású filmrendezővel élt ekkor már, vele Capri szigetére költözött egy időre lábadozni. Itt érte a hír a második világháború kitöréséről, amit követően visszautaztak Nagy-Britanniába, ahol a rádióban énekelt náciellenes dalokat. Később Franciaországban szórakoztatta a katonákat. Amikor Olaszország Hitler oldalán beszállt a háborúba, az olasz állampolgár Banksnek el kellett hagynia Nagy-Britanniát. Ekkor már házasok voltak és Fields követte férjét Amerikába, ami kivívta a brit közönség haragját. Imidzsét némiképp megmentette, hogy Amerikában turnézva egymillió dollárt gyűjtött össze háborús segélynek, és az ázsiai fronton szórakoztatta a szövetséges katonákat.
A háborút követően visszatértek Nagy-Britanniába, ahol a színésznő a BBC Gracie’s Working Party című rádiókoncertjeiben lépett fel, hatalmas sikerrel, de párjával Capri szigetén laktak. Férje 1950-ben elhunyt, és Fields 1952-ben harmadszor is férjhez ment, Boris Alperovicihoz, akit a szigeten ismert meg.
1956-ban az első színésznő lett, aki Miss Marple-t alakította a televízióban. Továbbra is szerepelt televíziós műsorokban, színházban, jelentek meg lemezei.
Utolsó fellépésére 1978-ban került sor, amikor is a Royal Variety Performance során előadta a Sally című dalát. 1979-ben lovagparancsnoki címet kapott, néhány hónappal azelőtt, hogy Capri szigetén, 81 éves korában elhunyt.

## Filmográfia

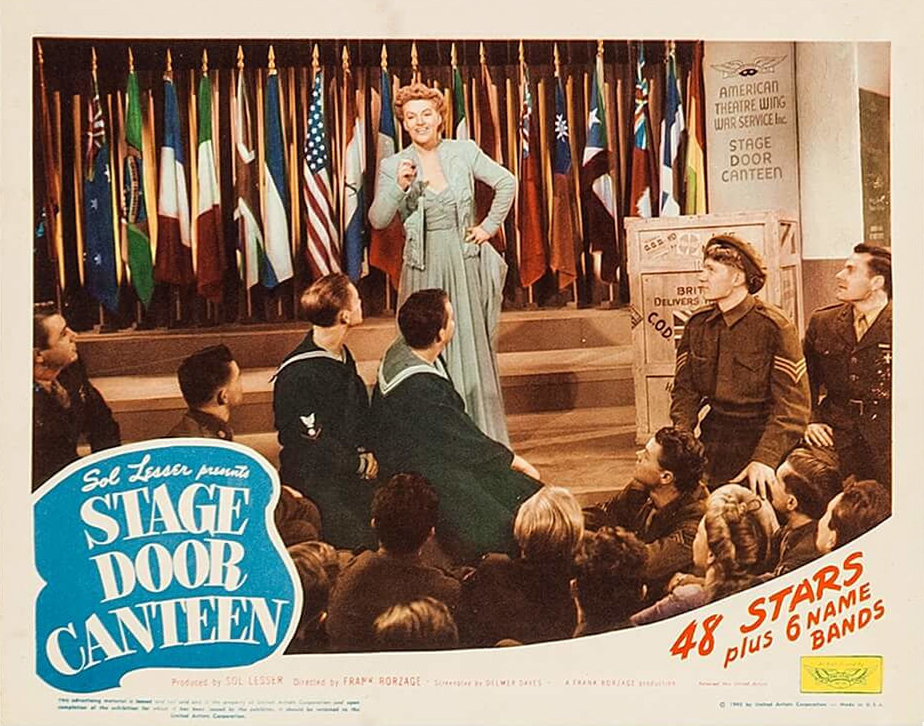
Gracie Fields a Stage Door Canteen (1943) című filmben

| Év   | Cím                             | szerep           |
| ---- | ------------------------------- | ---------------- |
| 1931 | Sally in Our Alley              | Sally Winch      |
| 1932 | Looking on the Bright Side      | Gracie           |
| 1933 | This Week of Grace              | Grace Milroy     |
| 1934 | Love, Life and Laughter         | Nellie Gwynn     |
| 1934 | Sing As We Go                   | Gracie Platt     |
| 1935 | Look Up and Laugh               | Gracie Pearson   |
| 1936 | Queen of Hearts                 | Grace Perkins    |
| 1937 | The Show Goes On                | Sally Scowcroft  |
| 1938 | We're Going to Be Rich          | Kit Dobson       |
| 1938 | Young and Beautiful (rövidfilm) | önmaga           |
| 1938 | Keep Smiling                    | Gracie Gray      |
| 1939 | Shipyard Sally                  | Sally Fitzgerald |
| 1943 | Stage Door Canteen              | Herself          |
| 1943 | Holy Matrimony                  | Alice Chalice    |
| 1945 | Molly and Me                    | Molly Barry      |
| 1945 | Paris Underground               | Emmeline Quayle  |

## Galéria

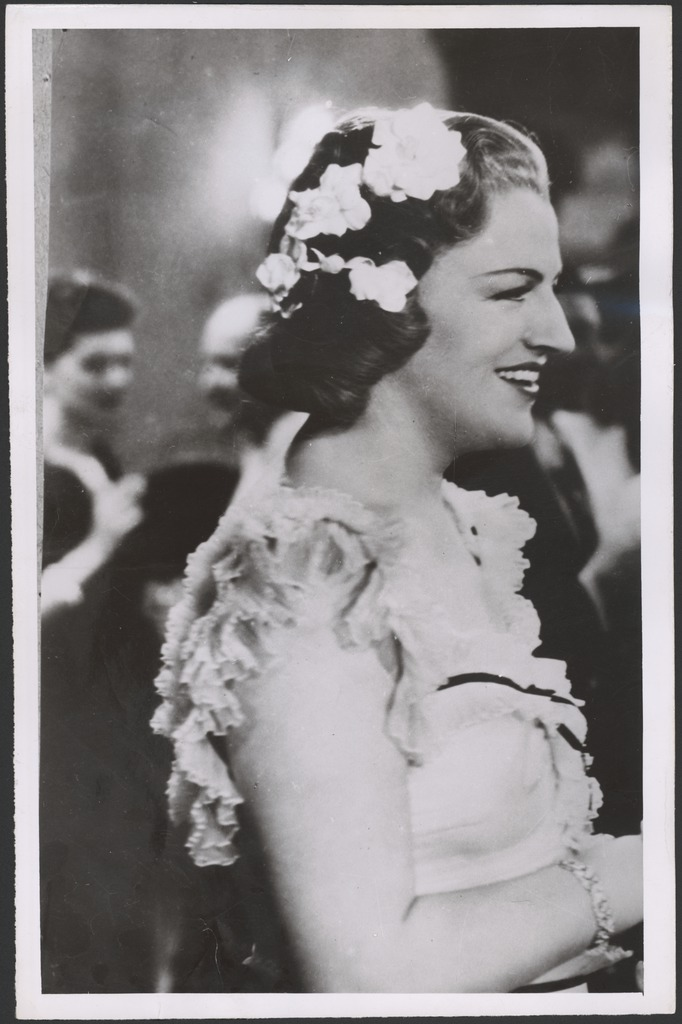
Portré az 1940-es évekből
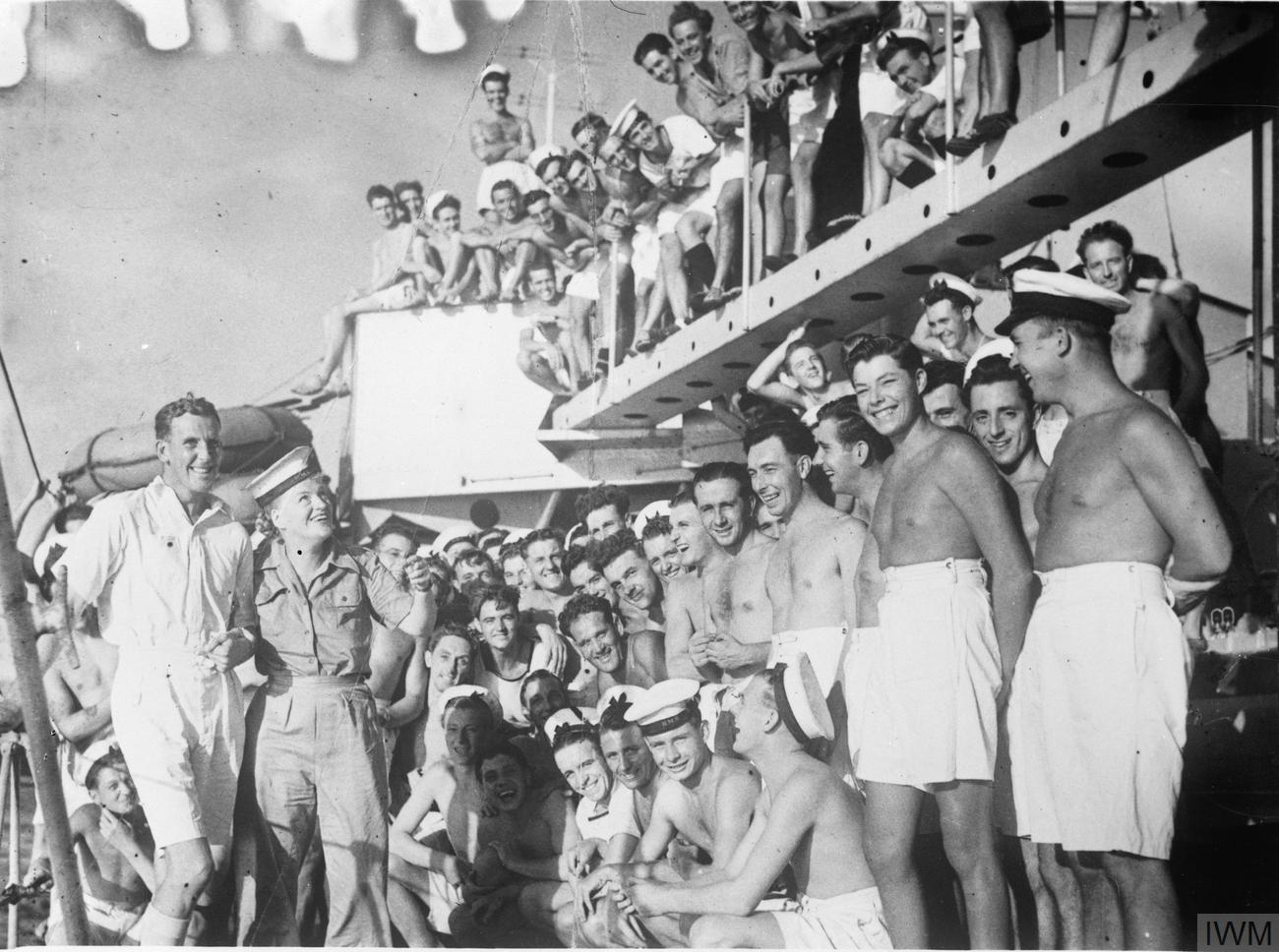
Srí Lankánál, 1945. október 20-án
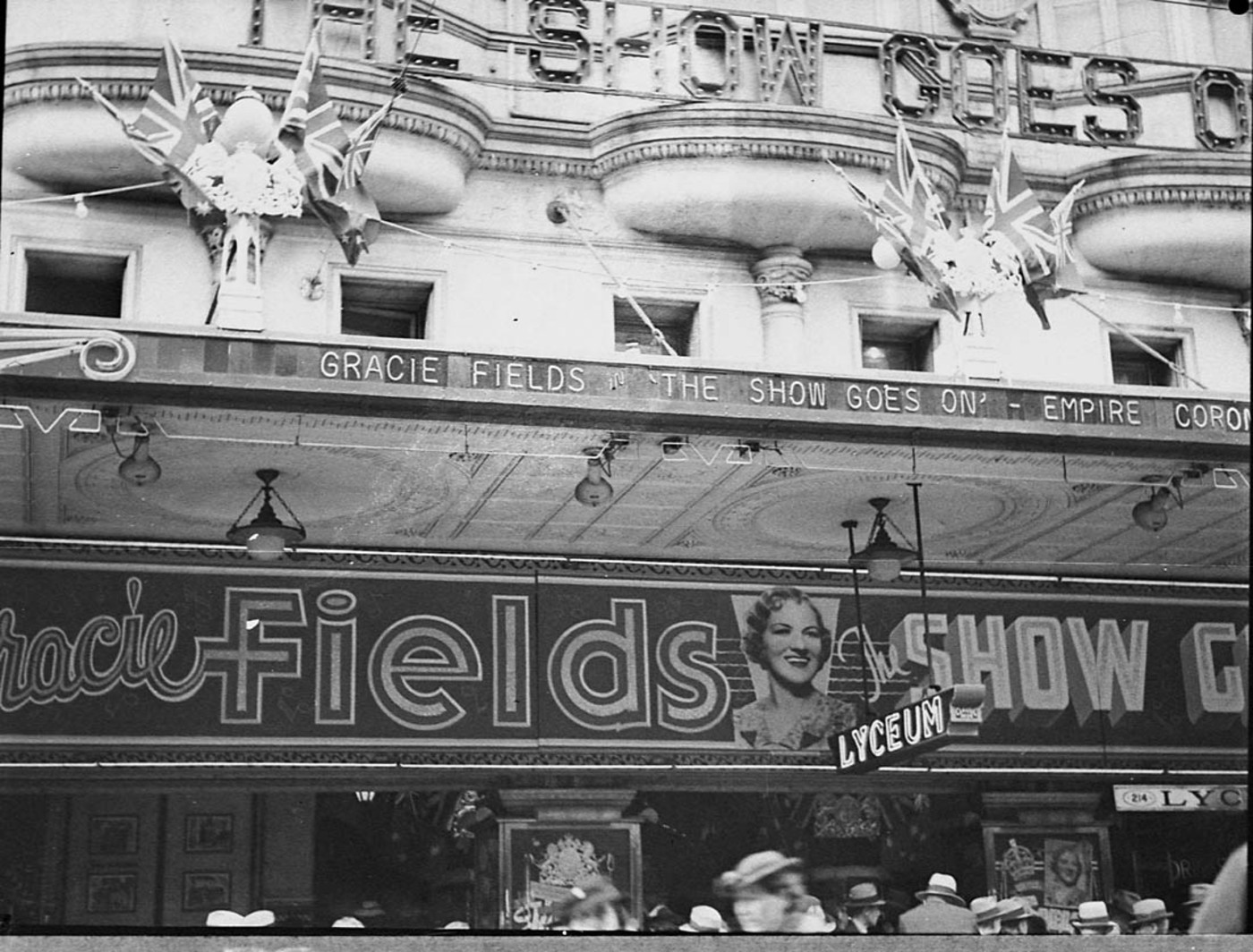
Gracie Fields filmjéhez sorbanállók a Lyceum Theatre-nél
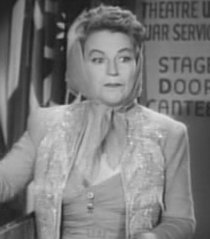
The Stage Door Canteen
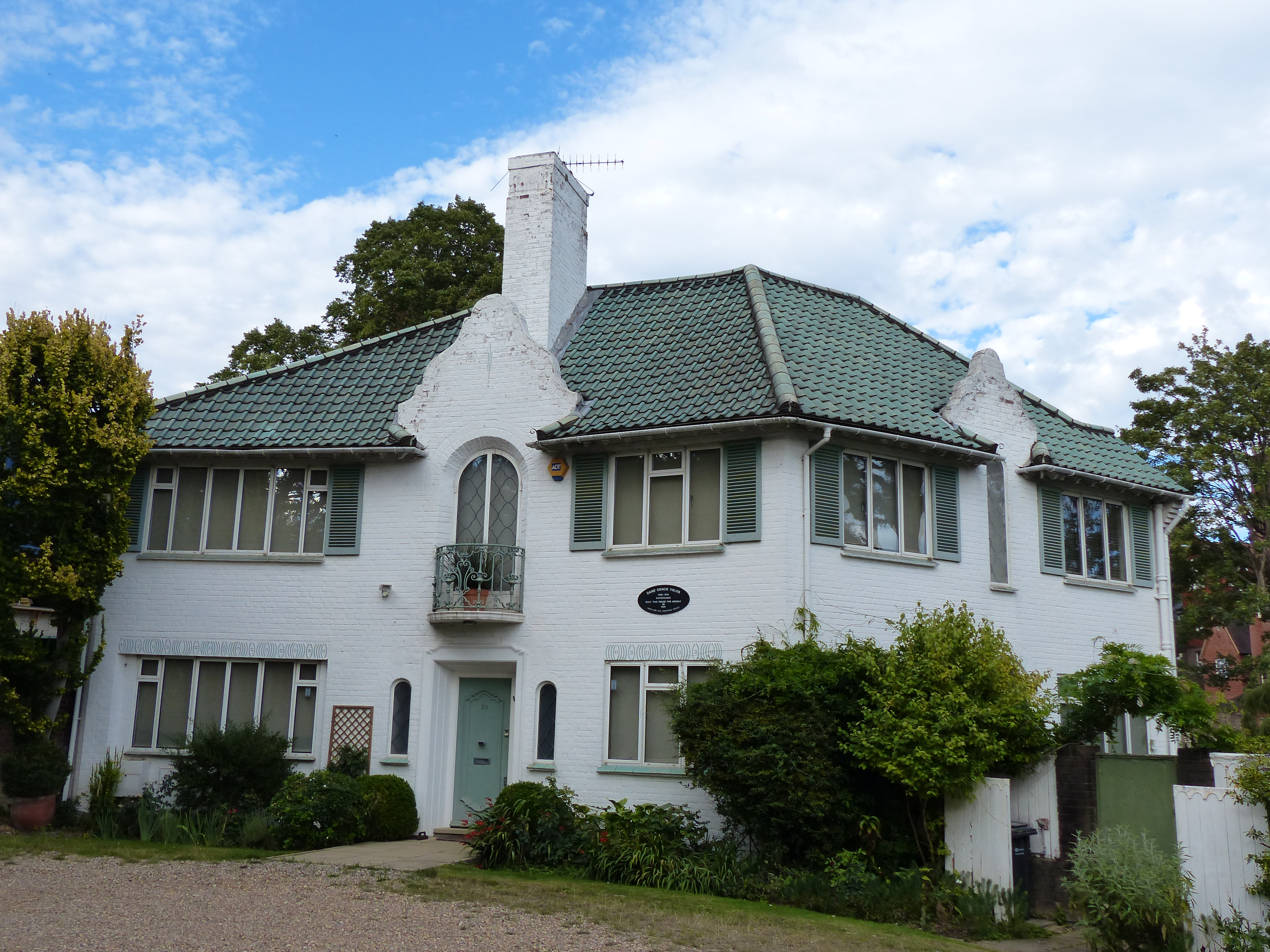
Háza Londonban
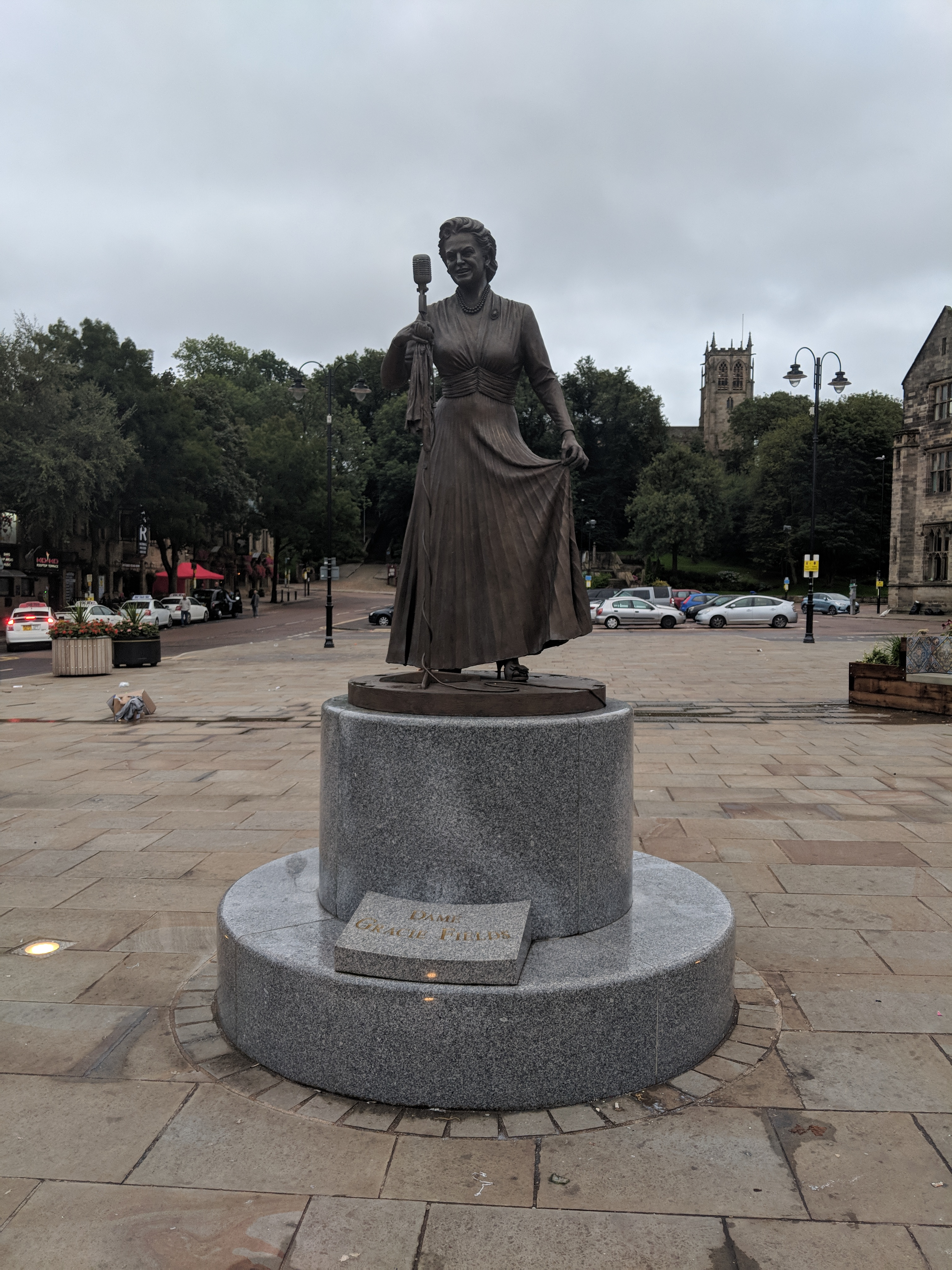
Szobra Rochdale-ben

## Fordítás
- Ez a szócikk részben vagy egészben  a   Gracie Fields című angol Wikipédia-szócikk fordításán alapul.  Az eredeti cikk szerkesztőit annak laptörténete sorolja fel. Ez a jelzés csupán a megfogalmazás eredetét és a szerzői jogokat jelzi, nem szolgál a cikkben szereplő információk forrásmegjelöléseként.